# Ctenidium elegantulum
Ctenidium elegantulum là một loài Rêu trong họ Hypnaceae. Loài này được Broth. mô tả khoa học đầu tiên năm 1927.